# دينيسي ميتشيل
دينيسي ميتشيل (بالإنجليزية: Denise Mitchell)‏  (و. 1976  م) هي سياسية أيرلندية، هي عضوةٌ شين فين.

## مناصب
تولت منصب نائب دييل (منذ 10 مارس 2016)
.